# رئوس مطالب فلسفه
فلسفه مطالعه مسائل کلی و بنیادینْ پیرامونِ چیزهایی مانند هستی، دانش، ارزش‌ها، عقل، ذهن و زبان است. فلسفه نسبت به دیگر راه‌های پرداختن به مسائل اساسی مانند عرفان، اسطوره یا دین، دیدِ انتقادی‌تری دارد و عموماً نظام‌مندتر است و بیشتر بر استدلال عقلی تکیه می‌کند. دیدِ فلسفی، تجزیه و تحلیل منطقی زبان و آشکارسازیِ معنای واژگان و مفاهیم را هم در بر می‌گیرد..
واژه «فلسفه» از واژه یونانیِ philosophia (φιλοσοφία) گرفته شده‌است که در لغت به معنای «عشق به خرد» است.

## شاخه‌های فلسفه
تقسیم‌بندی شاخه‌های فلسفی از این قرار است:

### زیبایی‌شناسی
زیبایی‌شناسی، مطالعهٔ چیستیِ زیبایی، هنر، ذوق و چگونگیِ ایجادِ انواعِ حقیقت فردی است.
- زیبایی‌شناسی کاربردی: کاربرد فلسفهٔ زیبایی‌شناسی در هنر و فرهنگ.

### معرفت‌شناسی
‌معرفت‌شناسی شاخه‌ای از فلسفه است که به مطالعهٔ منبع، ماهیت و اعتبارِ دانش می‌پردازد. 
- معرفت‌شناسی اجتماعی - پژوهیدن پیرامونِ جنبه‌های اجتماعی دانش.
- معرفت‌شناسی صوری - کاربرد مدل‌های رسمی برای مطالعه دانش.
- فرامعرفت‌شناسی – مطالعهٔ مبانیِ خودِ معرفت‌شناسی.

### اخلاق
اخلاقیات – مطالعهٔ ارزش و اخلاق است.
- اخلاق کاربردی – بررسی فلسفیِ مسائِ  ویژه‌ای در زندگی خصوصی و عمومی از منظر اخلاقی. یعنی کوششی برای استفاده از روش‌های فلسفی در راستای شناساییِ سیر عملِ اخلاقیِ صحیح در زمینه‌های گوناگونی زندگی آدمی.
  - اخلاق زیستی – تجزیه و تحلیل مسائل اخلاقیِ بحث‌برانگیزِ ناشی از پیشرفت‌های پزشکی.
  - اخلاق محیط‌زیستی – که به مطالعهٔ مسائل اخلاقی مربوط به جهانِ غیر انسانی می‌پردازد. این شاخه، بر طیف گسترده‌ای از رشته‌ها از جمله حقوق محیط‌زیست، جامعه‌شناسی زیست‌محیطی، اکوتئولوژی، اقتصاد بوم‌شناختی، بوم‌شناسی و جغرافیای محیطی تأثیر می‌گذارد.
  - اخلاق پزشکی – که مسائل اخلاقیِ مربوط به پزشکی و پژوهش‌های پزشکی را مطالعه می‌کند.
  - اخلاق حرفه‌ای – اخلاق برای بهبودِ حرفه‌اینِگی
- اخلاق توصیفی – بررسی باورهای مردمْ پیرامونِ اخلاق
- اخلاق گفتمانی - کشف اصول اخلاقی با مطالعهٔ زبان
- اخلاق رسمی - کشف اصول اخلاقی از طریق کاربردِ منطق
- اخلاق هنجاری – مطالعهٔ نظریه‌های اخلاقی که چگونگی و بایستگیِ رفتار افراد را تجویز می‌نماید
- فرااخلاق – شاخه‌ای از اخلاقیات که به دنبال درکِ ماهیت ویژگی‌های اخلاقی، اظهارات، نگرش‌ها و قضاوت‌هاست.

### منطق
منطق – مطالعه سامان‌مندِ ریختِ استنتاج و استدلال معتبر است.
همچنین با عنوان علم رسمیِ جداگانه هم شناخته می‌شود.
- منطق کلاسیک
  - منطق گزاره‌ای
  - منطق پایه یکم (First-order logic)
  - منطق پایه دوم (Second-order logic)
  - منطق پایه بالاتر (Higher-order logic)
- منطق غیر کلاسیک
  - منطق توضیحات
  - منطق دیجیتال
  - منطق فازی
  - منطق شهودی
  - منطق پرارزش
  - منطق موجهات
    - منطق اخلاقی (Alethic logic)
    - منطق دیونتیک (Deontic logic)
    - منطق دوکساستیک (Doxastic logic)
    - منطق معرفتی
    - منطق زمانی

  - منطق ناسازگار (Paraconsistent logic)
  - منطق زیرساختی (Substructural logic)

### متافیزیک
متافیزیک – به توضیحِ چیستی و ماهیتِ بنیادینِ هستی و جهانی که آن را در بر می‌گیرد می‌پردازد. 
- کیهان‌شناسی – مطالعه چیستی و خاستگاه جهان است.

- هستی‌شناسی – مطالعهٔ فلسفی چیستیِ هستی، شدن، بودن یا واقعیت و همچنین مقولات اساسی و روابط ایشان.
  - فراهستی‌شناسی – مطالعهٔ مبانیِ هستی‌شناختیِ خودِ هستی‌شناسی.
- فلسفه مکان و زمان – شاخه‌ای از فلسفه است که به مسائل پیرامونیِ هستی‌شناسی، معرفت‌شناسی و ویژگی فضا و زمان می‌پردازد.

### فلسفه ذهن
فلسفه ذهن – ماهیت ذهن، ویژگی‌های ذهنی، آگاهی و رابطهٔ ایشان با بدن فیزیکی، به ویژه با مغز را مطالعه می‌کند.
- فلسفه کنش – نظریه‌هایی پیرامونِ فرآیندهایی که باعث حرکات بدنیِ عمدی انسان از نوع کم و بیش پیچیده می‌شوند. این حوزهٔ فکری از زمان کتاب اخلاقِ نیکوماخوس ارسطو (کتاب سوم) توجه شدید فیلسوفان را به خود جلب کرده است.
- فلسفه خود – این شاخه، مطالعهٔ بسیاری از شرایطِ هویت است که یک موضوعِ تجربه را از دیگر تجربیات، جدا و متمایز می‌کند.

### فلسفه علم
فلسفه علم – شاخه‌ای از فلسفه است که به معرفت‌شناسی، روش‌شناسی و مبانی علم می‌پردازد.
- فلسفهٔ انسان‌شناسی
  - فلسفهٔ باستان‌شناسی
- فلسفهٔ زیست‌شناسی
- فلسفهٔ شیمی
- فلسفه علوم رایانه
  - فلسفهٔ هوشِ مصنوعی
- فلسفهٔ جغرافیا
- فلسفهٔ پزشکی
- فلسفه فیزیک
  - تفسیر مکانیک کوانتومی
- فلسفه علوم اجتماعی
  - فلسفهٔ اقتصاد
  - فلسفهٔ روان‌شناسی

### دیگران
- فرافلسفه
- فلسفهٔ تعلیم و تربیت
- فلسفهٔ تاریخ
- فلسفهٔ زبان
- فلسفهٔ حقوق
- فلسفهٔ ریاضیات
- فلسفهٔ دین
- فلسفهٔ سیاسی
- فلسفهٔ محیطی

## تاریخ فلسفه

### جدول زمانی فلسفه
- سده یازدهم در فلسفه
- سده دوازدهم در فلسفه
- سده سیزدهم در فلسفه
- سده چهاردهم در فلسفه
- سده پانزدهم در فلسفه
- سده شانزدهم در فلسفه
- سده هفدهم در فلسفه
- سده هجدهم در فلسفه
- فلسفه سده نوزدهم
- فلسفه سده بیستم

### فلسفه باستان و کلاسیک
فلسفه در طول تاریخ باستان:

#### فلسفه یونان و روم باستان
- فلسفه پیشاسقراطی
  - مکتب ایونی - تالس، آناکسیماندر، آناکسیمنس
  - گزنفون
  - فیثاغورث
  - هراکلیتوس
  - مکتب الئایی - پارمنیدس، زنون و ملیسوس
  - کثرت‌گرایان - امپدوکلس و آناکساگوراس
  - اتم‌گرایان - لوسیپوس ، دموکریتوس
  - سوفسطائیان
- فلسفه کلاسیک یونان
  - مکاتب سقراطی
    - مکتب مگاریان
    - مکتب الئایی
    - بدبینی (Cynicism)
    - سیرنیک (Cyrenaics)

  - افلاطون‌گرایی
  - مکتب مشاء
- فلسفه هلنیستی
  - شک‌گرایی آکادمیک
    - آکادمی میانه
    - آکادمی جدید

  - اپیکوریسم
  - پیرونیسم (Pyrrhonism)
  - رواقی‌گری
- فلسفه روم باستان
  - افلاطون‌گرایی میانه
  - نئوفیثاغورسیسم
  - نوافلاطونیسم

#### فلسفه کلاسیک چینی
- صد مکتب فکری
  - کنفوسیوس‌گرایی
  - قانون‌گرایی
  - تائوئیسم
  - مهیسم (Mohism)
  - مکتب طبیعت‌گرایان
  - مکتب نام‌ها
  - مکتب دیپلماسی
  - کشاورزی‌گرایی (Agriculturalism)
  - سنکرتیسم (Syncretism)
  - یانگیسم (Yangism)

#### فلسفه کلاسیک هند
- مکاتب ارتدکس
  - سامخیا (Samkhya)
  - یوگا (Yoga)
  - نیایا (Nyaya)
  - وایشیکا (Vaisheshika)
  - میماسسا (Mīmāṃsā)
  - ودانتا (Vedanta)
- مکاتب هترودکس (Heterodox schools)
  - آجنا (Ajñana)
  - فلسفه جین
  - فلسفه بودایی
  - آجیویکا (Ājīvika)
  - چارواکا (Charvaka)

### فلسفه سده‌های میانه و پساکلاسیک
مکاتب فلسفی در طول تاریخ قرون وسطی.

#### فلسفه مسیحی
- نوافلاطونی مسیحی
- اسکولاستیک (Scholasticism)
- تومیسم (Thomism)

#### فلسفه اسلامی
- ابن‌سیناگرایی
- اورویسم (Averroism)
- اشراق‌گرایی

#### فلسفه یهودی
- فلسفه‌های یهودی-اسلامی

#### فلسفه چینی پساکلاسیک
- نئوکنفوسیوسیسم
- ژوانکسو (Xuanxue)
- ذن

### فلسفه نوین و معاصر
فلسفهٔ دوران مدرن

#### فلسفه رنسانس
- اومانیسم رنسانس
- فلسفه یهودی رنسانس
- ماکیاولیسم
- نئوستوییسم (Neostoicism)
- رامیسم
- مدرسه سالامانکا

#### فلسفه مدرن اولیه
- تجربه‌گرایی
- عقل‌گرایی
- آرمان‌گرایی

#### فلسفهٔ معاصر
- فلسفه تحلیلی
- فلسفه قاره‌ای
  - طبیعت‌گرایی (اگزیستانسیالیسم)
  - پدیدارشناسی
- فلسفه معاصر آسیایی
  - مدرنیسم بودایی
  - کنفوسیوسیسم جدید
  - مائوئیسم
  - مکتب کیوتو
  - نئوودانتا (Neo-Vedanta)
- فلسفه اسلامی معاصر
  - الهیات متعالی (؟!)
- پراگماتیسم
- مکتب سنتی

## سنت‌های فلسفی بر اساس منطقه
سویه‌های منطقه‌ای فلسفه

### فلسفهٔ آفریقایی
- فلسفهٔ آکان
- فلسفهٔ اتیوپی
- فلسفهٔ اوبونتو

### فلسفهٔ خاوردوری (Eastern philosophy)
- فلسفهٔ چینی
- فلسفهٔ هندی
- فلسفهٔ اندونزیایی
- فلسفهٔ ژاپنی
- فلسفهٔ کره‌ای
- فلسفهٔ ویتنامی

### فلسفهٔ خاورمیانه‌ای (Middle Eastern Philosophy)
- فلسفهٔ ایرانی
- فلسفهٔ پاکستانی
- فلسفهٔ ترکیه‌ای/آناتولیایی

### فلسفهٔ بومی آمریکایی
- فلسفهٔ آزتکی

### فلسفهٔ غربی
- فلسفهٔ آمریکایی
- فلسفهٔ استرالیایی
- فلسفهٔ بریتانیایی
- فلسفهٔ کانادایی
- فلسفهٔ چکی
- فلسفهٔ دانمارکی
- فلسفهٔ هلندی
- فلسفهٔ فرانسوی
- فلسفهٔ یونانی
- فلسفه آلمانی
- فلسفهٔ ایتالیایی
- فلسفهٔ مالتی (Maltese philosophy)
- فلسفهٔ لهستانی
- فلسفهٔ رومانیایی
- فلسفهٔ روسی
- فلسفهٔ اسکاتلندی
- فلسفهٔ اسلوونیایی
- فلسفهٔ اسپانیایی
- فلسفهٔ یوگسلاویایی

## مکاتب فکری فلسفی
مکاتب فکری فلسفی به زمینه‌های تاریخی ویژه‌ای وابسته نیستند.

### جنبش‌های زیبایی‌شناختی
- نمادگرایی
- رمانتیسم
- تاریخ‌گرایی
- کلاسیک‌گرایی
- مدرنیسم
- پسامدرنیسم
- نظریه روانکاوی

### نظریه‌های اخلاقی
- نتیجه‌گرایی
- دئونتولوژی (Deontology)
- اخلاق فاضل (Virtue ethics)
- واقع‌گرایی اخلاقی
- نسبیت‌گرایی اخلاقی
- نظریهٔ خطا
- ناشناخت‌گرایی
- خودپرستی اخلاقی
- نسبیت‌گرایی فرهنگی
- اخلاق فرگشتی
- فرگشت اخلاق
- رو در رو

### سامانه‌های منطقی
- منطق کلاسیک
- منطق متوسط
- منطق شهودی
- منطق حداقلی
- منطق مربوطه (Relevant logic)
- منطق افین (Affine logic)
- منطق خطی
- منطق دستوری
- دیالیتیسم

### فلسفه‌های سیاسی
- آنارشیسم
- استبداد (Authoritarianism)
- محافظه‌کاری
- لیبرالیسم
- لیبرتارینیسم
- سوسیال دموکراسی
- سوسیالیسم
- کمونیسم

## ادبیات فلسفی
- بلک ول همراه فلسفه
- تاریخ فلسفه غرب از برتراند راسل
- تاریخ فلسفه از فردریک کاپلستون

### آثار مرجع
- دایره المعارف فلسفه – یکی از دانشنامه‌های مهم فلسفه در انگلیسی. ویرایش دومش با ویرایش دونالد ام. بورچرت، در ده جلد در سال ۲۰۰۶ توسط تامسون گیل منتشر شد. جلدهای نخست تا نهم، دارای مقالاتی به ترتیب حروف الفبا هستند.
- دایره المعارف اینترنتی فلسفه – یک دایره المعارف برخط و رایگان پیرامون موضوعات فلسفی و فیلسوفان است که توسط جیمز فیزر در ۱۹۹۵ بنیان نهاده شد. ویراستاران عمومیِ کنونی، جیمز فیزر (استاد فلسفه در دانشگاه تنسی در مارتین ) و بردلی داودن (استاد فلسفه در دانشگاه ایالتی کالیفرنیا، ساکرامنتو ) هستند. بسیاری از سردبیران منطقه‌ای و همچنین داوطلبان از کارکنانِ آن هستند.
- دایره المعارف فلسفه راتلج – دایره‌المعارف فلسفه‌اب ویرایش‌شده توسط ادوارد کریگ که برای نخستین بار توسط راتلج در ۱۹۹۸ منتشر شد. در ابتدا در ۱۰ جلد چاپی و به صورت CD-ROM منتشر شد، در سال ۲۰۰۲ به صورت اشتراکی و برخط در دسترس قرار گرفت. نسخهٔ برخط مرتباً با مقالات تازه و تجدید نظر در مقالات پیشین به روز می‌شود. دارای ۱۳۰۰ مشارکت‌کننده است که بیش از ۲۰۰۰ مقاله علمی ارائه می‌کنند.
- دایره المعارف فلسفه استنفورد – ترکیبی از یک دایره المعارف برخط فلسفه با انتشار مقالات اصلی فلسفه که به صورت آزاد برای کاربران اینترنت در دسترس است. هر مدخل توسط یک متخصص در این زمینه، از جمله اساتیدِ بسیاری از موسسه‌هایِ دانشگاهی در سراسر جهان نوشته و نگهداری می‌شود.